# Anapausis rectinervis
Anapausis rectinervis är en tvåvingeart som beskrevs av Oswald Duda 1928. Anapausis rectinervis ingår i släktet Anapausis och familjen dyngmyggor.
Artens utbredningsområde är Tyskland. Inga underarter finns listade i Catalogue of Life.